# 普廷薩區
12°40′08″S 75°56′58″W / 12.66889°S 75.94944°W
普廷薩區（西班牙語：Distrito de Putinza），是秘魯的一個區，位於該國中南部利馬大區的堯約斯省，面積66.4平方公里，海拔高度1,977米，2005年人口481，人口密度每平方公里7.2人。